# Banamba
Banamba – miasto w Mali; 30 180 mieszkańców (2009). Przemysł spożywczy, włókienniczy.